# Bergen, Mittelfranken
Bergen är en kommun och ort i Landkreis Weißenburg-Gunzenhausen i Regierungsbezirk Mittelfranken i förbundslandet Bayern i Tyskland.
Kommunen ingår i kommunalförbundet Nennslingen tillsammans med köpingen Nennslingen och kommunerna Burgsalach och Raitenbuch.